# Иборес
«Ибо́рес» (исп. Ibores) — испанский полутвёрдый сыр из козьего молока с кремовой текстурой. Подаётся к молодому красному вину и используется в качестве ингредиента в салатах.
Производится в Эстремадуре, в провинции Касерес и носит название одной из комарок в её составе. Имеет давнюю историю и традиции. Упоминается в документе, подписанном королём Кастилии Энрике IV, дарующем Трухильо право вести рыночную торговлю. Для производства сыра иборес используется сырое или пастеризованное молоко коз пород серрана, верата и ретинта. Имеет мягкий пикантный вкус. Сырная головка весит 650—1200 г. Период созревания составляет 1-3 месяца.